# Jodina rhombifolia
Jodina rhombifolia (Iodinia rhombifolia), nombre común sombra de toro, es una especie de la familia Santalaceae; originaria del sur de Sudamérica.

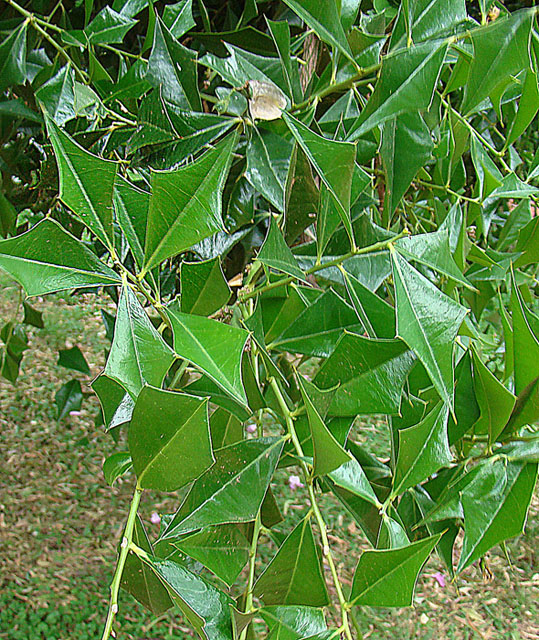
Follaje

## Descripción
Es un arbolito o un arbusto grande, elegante, perennifolio de hasta 5 m de altura, espinoso, follaje persistente, verde oscuro brillante, hojas alternas simples, rómbicas o romboides, con cada uno de sus tres vértices libres rematado por una fuerte espina. Flores diminutas, aromáticas, apétalas, verdosas amarillentas, estrelladas, de 4-7 mm de largo, sésiles o poco pediceladas, en glomérulos axilares en bajo número. Fructifica en primavera con frutos rojizos.

## Uso en la medicina popular
Con sus hojas tostadas y pulverizadas, se curan y desinfectan heridas y úlceras rebeldes. Se usa como febrífugo y para aclarar la piel. De la fruta se extrae un aceite con el que los campesinos curan los bubones y las llagas venéreas. Las hojas y los tallos se dan en infusión para los constipados. Hieronymus, G.: (1882), Plantae Diaphoricae Florae Argentinae - Bs. A.s, Ed. Kraft, 248-249 - 404 pp. La infusión teiforme de las hojas frescas se toma en los casos de indigestión. Se atribuye a su corteza la virtud de curar la disentería: Se corta en rebanadas delgadas una onza de la parte interna (floema) de la corteza y, poniéndola en una vasija conveniente, se hace hervir con un cuartillo de agua en la que se hace disolver 1/2 onza de azúcar quemado y después, tapando lo más herméticamente posible la infusión, se deja enfriar. Si la enfermedad es grave, dicen que puede administrarse este medicamento al enfermo a cualquier hora y que en otros casos, debe esperarse para tomarlo en ayunas. Las cantidades indicadas son para una sola toma. Aseguran que repitiendo 3 veces este remedio, desaparece todo síntoma de disentería [V.A.Espejo: Una excursión por la sierra de Córdoba p 122]

## Taxonomía
Jodina rhombifolia fue descrita por (Hook. & Arn.)  Reissek y publicado en Flora Brasiliensis 11(1): 78. 1861.
Sinonimia
- Celastrus rhombifolius Hook. & Arn. (basónimo) 1833
- Jodina cuneifolia var. bonariensis DC. 1825
- Iodina bonariensis (DC.) O.Kze. 1898
- Iodina rhombifolia Hook. & Arn. 1833 [2]

## Nombre común
- Quebracho flojo, sombra de toro, quebrachillo, sombra de toro macho, quebracho blando, quirillin, peje, quinquillin.